# The Mahavishnu Orchestra
The Mahavishnu Orchestra – zespół jazzrockowy założony w 1971 roku przez gitarzystę i kompozytora Johna McLaughlina. Istniał do 1976 r. Reaktywowany w latach 1984–1987.

## Początki
Korzenie zespołu sięgają muzycznej rewolucji końca lat '60 i fuzji jazzu z rockiem w wykonaniu jazzmanów. Założyciel zespołu – John McLaughlin – przybył w '69 do USA na zaproszenie Tony’ego Williamsa, perkusisty, który świeżo co opuścił słynny kwintet Milesa Davisa. Działający pod szyldem „Lifetime”, Williams dawał sporo swobody swoim muzykom. Pozwoliło to McLaughlinowi rozwijać własne pomysły i to właśnie okres nagrywania z „Lifetime” sam uznaje za początki The Mahavishnu Orchestra.
Okazji do poszukiwań w tym krótkim okresie 1969–1971, było znacznie więcej. Niekończące się jam session z nowojorskimi muzykami owocowały nowymi pomysłami czy w końcu płytą („Devotion” z muzykami Jimiego Hendrixa). Ogromny wpływ miało także granie u Milesa Davisa. Na sesjach nagraniowych John miał okazję poznać jazzową elitę, wziąć udział w historycznych nagraniach takich jak „Bitches Brew” czy „A Tribute to Jack Johnson” (na tym drugim ściśle współpracował z przyszłym perkusistą Mahavishnu – Billym Cobhamem). Jednakże piętno odcisnął na nim także sam Miles, o czym często chętnie przypomina:

Miles dowiedział się o moim zamiłowaniu do rhythm and bluesa i jego muzyki. Podobał mu się mój styl improwizacji. Zaopiekował się mną, zapłacił za moje mieszkanie, wciskał mi w kieszeń 100 dolarów i mówił, żebym dbał o siebie, żebym dobrze jadł. Był dla mnie jak ojciec. Wiedział, że symbolem zmian w muzyce jest elektryczna gitara, i postanowił przeprowadzić eksperyment na swojej płycie „In a Silent Way”.

To również Miles zaproponował, czy raczej kazał, Johnowi założyć własny zespół. Ostatnim z fundamentów zespołu było nagranie akustycznego albumu „My Goal’s Beyond”, który zdominowały dwie długie suity pełne wschodniego brzmienia, a w improwizacjach Johnowi towarzyszył m.in. Jerry Goodman – skrzypek z rockowej grupy The Flock. To właśnie jemu i Billy’emu Cobhamowi zaproponował stworzenie własnego zespołu.

## Pierwszy skład (1971–1973)
Zespół McLaughlina miał dopełnić basista i klawiszowiec. Początkowo jako basistę planowano zatrudnić Miroslava Vitouša. Ten zaangażowany w projekt Joe Zawinula odmówił i polecił Ricka Lairda (basistę Buddy’ego Milesa i Briana Augera) oraz dobrego przyjaciela z rodzinnej Czechosłowacji – Jana Hammera. John McLaughlin znał Ricka Lairda z zespołu Brian Auger Group. Grali w nim razem pomiędzy 2.1964 a 10.1964.
W 1971 ostatecznie uformował się zespół w składzie:
- John McLaughlin – gitara elektryczna
- Jerry Goodman – skrzypce elektryczne
- Jan Hammer – piano fendera, moog, fortepian
- Rick Laird – gitara basowa
- Billy Cobham – perkusja

Nazwa Mahavishnu pochodzi od imienia McLaughlina, które nadał mu jego duchowy mistrz – Śri Chinmoy.
Złożony z szerzej nieznanych w USA muzyków zespół nie mógł liczyć na długie sesje nagraniowe i drogą kampanię reklamową. Nagrywanie pierwszego LP trwało zaledwie 2 dni (przeważnie jest to kilkanaście dni, w przypadku bardziej kapryśnych artystów potrafi to ciągnąć się nawet miesiącami). Oprócz tego, że muzycy nie posiadali najdroższego sprzętu, również technicy nie potrafili do końca poradzić sobie z przetworzeniem dźwięku, który charakteryzowała jedna cecha – był, jak na tamte czasy, nieprawdopodobnie głośny.
Wydany pod koniec 1971 r. album „The Inner Mounting Flame” nie odbiła się szerokim echem, muzyków czekała długa i intensywna trasa koncertowa oraz wygrywanie publiczności od supportowanych zespołów (m.in. Emerson, Lake and Palmer oraz Frank Zappa).
Prawdziwym sukcesem okazało się dopiero wydanie w 1973 roku drugiego albumu zatytułowanego „Birds of Fire” z tytułowym hitem. Fenomenem było uplasowanie się płyty na 15 miejscu pop listy Billboard w USA. Czysto instrumentalna fuzja jazzu i rocka, pozbawiona chwytliwych motywów i nadających się do tańca utworów (i niepuszczana w popularnych radiostacjach), zdołała konkurować z takimi gwiazdami jak Aretha Franklin, Stevie Wonder czy Elton John. Ich sukces miał ogromny wpływ na całą branżę jazz-rocka w Stanach Zjednoczonych, bo przetarł szlak, który umożliwił wypłynięcie na szerokie wody innym gwiazdom tego nurtu, takim jak Return to Forever Chicka Corei i Weather Report (w którym grali m.in. Joe Zawinul i Wayne Shorter).
Istniała jednak zasadnicza różnica między tym co zespół prezentował na 40-minutowych krążkach i między trwającymi po 1,5–2,5 godziny koncertami, na których przedstawiali pełnię swoich improwizacyjnych możliwości. Już w '72 McLaughlin proponował wydawnictwu Columbia album na żywo (a konkretnie – koncert z Cleveland w Ohio, znany fanom z bootlegowego obiegu jako „Wild Strings). Jednak dopiero popularność grupy w '73 umożliwiła realizację tych planów i wydanie płyty „Between Nothingness & Eternity”, na której znalazły się 3 nowe utwory zagrane na żywo.
Koniec 1973 przynosi rozwiązanie pierwszego składu grupy. Jednym z powodów była specyficzna koegzystencja muzyków wyczerpanych długimi miesiącami tras koncertowych, brak czasu na wspólne komponowanie i wewnętrzne spory. Skład rozsypuje się podczas sesji nagraniowych w Trident Studio w Londynie.

### Drugi skład (1974–1975)
W 1974 r. skład zespołu przedstawiał się następująco:
- John McLaughlin – gitara
- Jean-Luc Ponty – skrzypce,
- Gayle Moran – instrumenty klawiszowe i śpiew
- Ralphe Armstrong – gitara basowa
- Narada Michael Walden – perkusja

oraz:
- Steve Kindler – skrzypce
- Carol Shive – skrzypce, śpiew
- Russell Tubbs – saksofony
- Philip Hirschi – wiolonczela
- Bob Knapp – flet, trąbka, flugelhorn, śpiew

### Trzeci skład i rozwiązanie zespołu (1975–1976)
W 1975 r. Stu Goldberg zastąpił Moran; zespół opuścił też Jean-Luc Ponty. Wkrótce potem zespół rozpadł się, a John McLaughlin założył akustyczną grupę Shakti, grająca muzykę hinduską.

### Czwarty skład (1984)
W 1984 r. John McLaughlin podjął próbę reaktywowania zespołu w składzie:
- John McLaughlin – gitary
- Billy Cobham – perkusja (1984)
- Danny Gottlieb – perkusja (1984–1986)
- Bill Evans – saksofon,
- Mitchell Forman – instrumenty klawiszowe,
- Jonas Hellborg – gitara basowa,

Grupa w tym składzie nagrała dwie płyty (Mahavishnu i Adventures in Radioland)

## Dyskografia
- 1971 – The Inner Mounting Flame
- 1973 – Birds of Fire
- 1973 – Between Nothingness and Eternity
- 1974 – Apocalypse
- 1975 – Visions of Emerald Beyond
- 1976 – Inner Worlds
- 1980 – The Best of Mahavishnu Orchestra
- 1984 – Mahavishnu
- 1986 – Adventures in Radioland
- 1999 – The Lost Trident Sessions („pośmiertne” wydanie studyjnych nagrań z 1973 r.)

## Wideografia
- 2007 – Live at Montreux. 1984. 1974